# Lineas de Kerley
Las líneas de Kerley son un signo que se observa en las radiografías de tórax con edema pulmonar intersticial. Son opacidades pulmonares delgadas y lineales causadas por la infiltración de líquido o células en el intersticio de los pulmones. Su nombre se debe al neurólogo y radiólogo irlandés Peter Kerley.

## Condiciones asociadas
Son sugestivas del diagnóstico de insuficiencia cardíaca congestiva, pero también se observan en diversas afecciones no cardíacas como la fibrosis pulmonar, el depósito intersticial de partículas de metales pesados o la carcinomatosis del pulmón. Las líneas B crónicas de Kerley pueden ser causadas por fibrosis o depósito de hemosiderina causado por edema pulmonar recurrente.

## Tipos

### Líneas A de Kerley
Las líneas de Kerley A son estructuras más extensas, que miden entre 2 y 6 cm, y se caracterizan por no presentar ramificaciones, extendiéndose en diagonal desde los hilios hacia la periferia pulmonar. Su formación se debe a la distensión de los canales anastomóticos que conectan los vasos linfáticos periféricos y centrales en los pulmones. Estas líneas son menos comunes en comparación con las líneas de Kerley B y no se pueden observar de manera aislada, ya que siempre están acompañadas por las líneas de Kerley B o C.

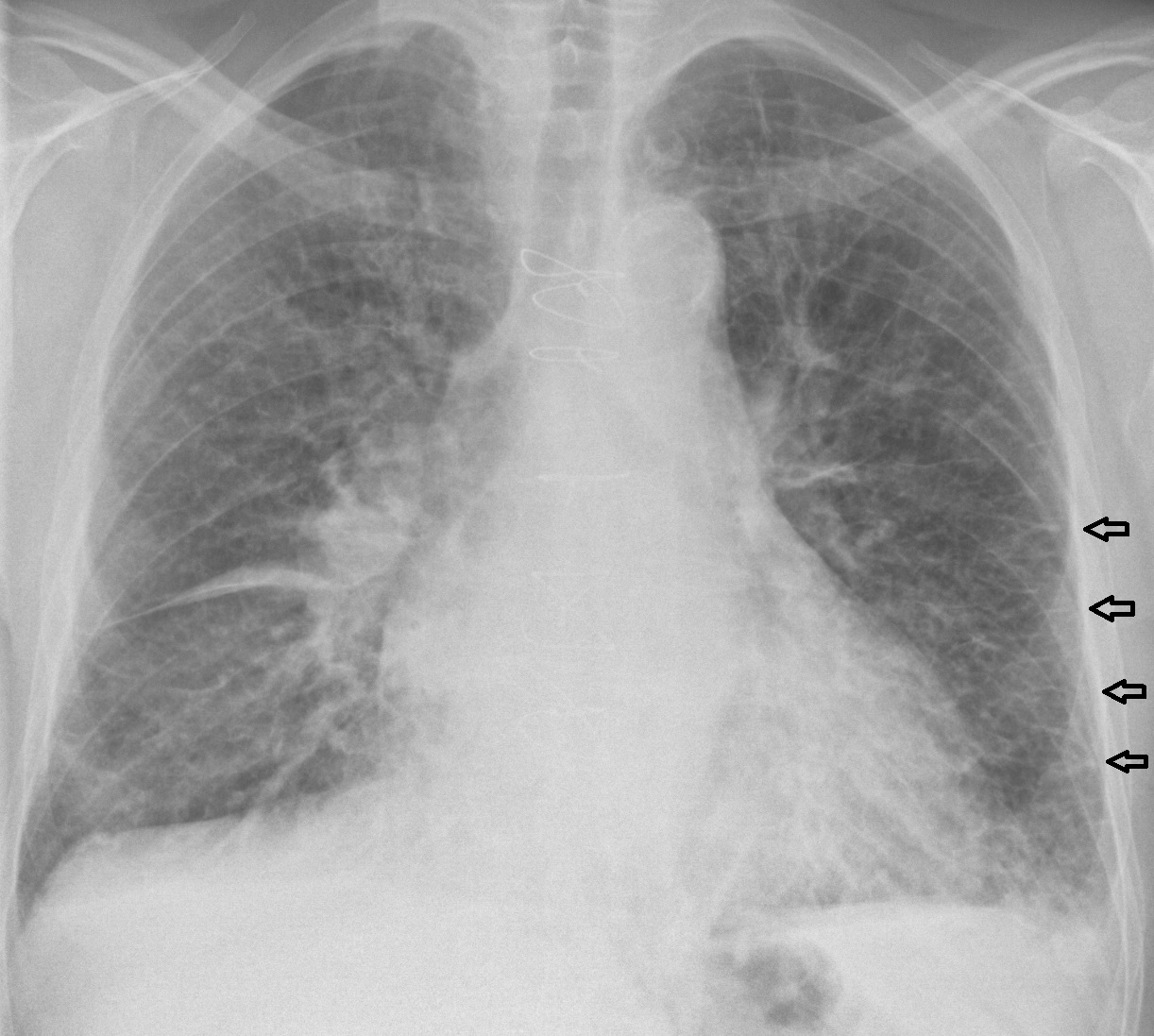
Líneas B de Kerley en un paciente con insuficiencia cardíaca congestiva.

### Líneas B de Kerley
Son líneas paralelas cortas en la periferia del pulmón. Estas líneas representan tabiques interlobulillares, que suelen tener menos de 1 cm de longitud y son paralelos entre sí en ángulos rectos con la pleura. Se localizan periféricamente en contacto con la pleura, pero generalmente están ausentes a lo largo de las superficies fisurales. Se pueden observar en cualquier zona, pero se observan con mayor frecuencia en las bases pulmonares en los ángulos costofrénicos en la radiografía PA y en la región subesternal en las radiografías laterales. Las causas de las líneas B de Kerley incluyen edema pulmonar, linfangitis carcinomatosa y linfoma maligno, neumonía viral y micoplasmática, fibrosis pulmonar intersticial, neumoconiosis y sarcoidosis. Pueden ser un signo evanescente en la radiografía de tórax de un paciente con y sin insuficiencia cardíaca.

### Líneas C de Kerley
Éstas son las líneas de Kerley menos comúnmente vistas. Son líneas cortas y finas que se extienden a lo largo de los pulmones, con aspecto reticular. Pueden representar engrosamiento de los vasos linfáticos anastomóticos o superposición de muchas líneas B de Kerley.